# Philip George Zimbardo
Philip George Zimbardo (New York City, 23. ožujka 1933. – San Francisco, 14. listopada 2024.) bio je američki psiholog.
Bio je profesor na sveučilištu Stanford i jedan od najpoznatijih američkih psihologa zahvaljujući pokusu pod nazivom Stanfordski zatvorski pokus koji je opisao u jednako popularnom djelu "The Lucifer Effect". 
Spomenuti pokus je sproveo 1971. godine na uzorku od dvadeset i četvero studenata koje je nasumice podijelio u dvije skupine, "zatvorenike" i "čuvare". Ispitanike je smjestio u lažni zatvor u podrumu zgrade odsjeka za psihologiju na sveučilištu Stanford. Radi što veće zbiljnosti pokusa, ispitanike se je iznenada "uhitilo" (pristali su sudjelovati u pokusu, ali nisu znali kada će se odviti). Po dolasku u zatvor pretraženi su te su im dodijelili zatvorsku odjeću i ćelije. S druge strane, skupini se je "čuvara" dodijelilo zviždaljke i odore. Nisu dobili nikakve posebne upute koje bi utjecale na njihov odnos prema drugoj ispitaničkoj skupini, nego su im samo rekli postupati prema njima kako god im se čini da je prikladno radi zadržavanja reda u zatvoru. Planirano je bilo sprovoditi pokus tijekom dva tjedna, no prekinulo ga se nakon samo šest dana. Ispitanici su vrlo brzo uskladili ponašanje s ulogama koje su im dodijeljene, pa su se tako "zatvorenici" ponašali pasivno i pokazivali znakove depresije, dok su "čuvari" naglašeno pokazivali dominaciju, pa čak i sadističko ponašanje. Česte su etičke dvojbe u svezi s ovim pokusom.

## Vanjske poveznice
- Službene osobne stranice